# Каспийска пъстърва
Каспийските пъстърви (Salmo caspius) са вид актиноптери от семейство Пъстървови (Salmonidae).
Таксонът е описан за пръв път от Карл Кеслер през 1877 година.